# 辜海燕
辜海燕（1999年9月29日—），四川巴中人，是中国轮椅击剑运动员。其曾在2020年夏季残疾人奥林匹克运动会获得两枚击剑金牌，及在2024年夏季残疾人奥林匹克运动会获得三金一银一铜。

## 早年生活
辜海燕于1999年9月29日在巴中市南江县出生。2008年，辜因交通事故造成左腿高位截肢，一时陷入内向，后经康复训练逐步恢复。2013年，经当地残联介绍，辜开始练习轮椅击剑，后获教练赏识，2014年入选四川省轮椅击剑队。

## 击剑生涯
2015年，辜在中国第九届残运会女子佩剑个人A级项目中排名第三。2017年在波兰轮椅击剑世界杯的佩剑个人A级、花剑个人A级、女子佩剑团体赛中获得两金一银。
2018年雅加达亚残运会期间，辜在个人佩剑A级、个人花剑A级、女子花剑团体比赛获得两金一银。次年韩国清州轮椅击剑世锦赛期间，于团体佩剑项目中获得金牌。此外，她还在2019年迪拜轮椅击剑世界杯期间获得佩剑个人A级金牌及花剑个人A级铜牌。
2021年东京残奥会期间，辜获得花剑个人A级和花剑团体项目的金牌。翌年杭州亚残运会期间，又在六项轮椅击剑项目中获得五金一银。
2024年，辜海燕和齐勇凯被指定为巴黎残奥会开幕式入场旗手。在当届赛事的轮椅击剑项目中，辜参与了全部三项击剑项目，并在佩剑个人A级比赛获得金牌。